# Nube accesoria
Una nube accesoria es un tipo de nube que es dependiente de un sistema de nube más grande para su formación.
Ejemplos de tipos de nubes accesorias bajas son las nubes de pared, nubes pannus, y nubes de rollo y de estante, mientras que las nubes accesorias altas serían siendo las nubes de yunque y las overshooting tops.
El embudo de una nube embudo y de un tornado también son considerados nubes accesorias. Están asociadas con convección profunda de las nubes cumulonimbus, las nubes mammatus y pileus se forman en diferentes altitudes dependiendo de la altura de la nube madre.
La Organización Meteorológica Mundial clasifica la mayoría de las nubes accesorias como rasgos suplementarios. La clasificación del rango de altura de una característica complementaria es la misma que la de la nube madre, por ejemplo, la nube de yunque (rasgo suplementario incus) se forma en una altitud alta, pero no esta clasificada por la WMO como una nube alta por su asociación con el género cumulonimbus

## Precipitación
Es muy raro que una nube accesoria produzca precipitación propia (con excepción de las nubes de pared), la única que produce precipitación es la nube madre que generó a las nubes accesorias.
- Datos: Q4672528
- Multimedia: Accessory clouds / Q4672528